# NGC 4494
NGC 4494 é uma galáxia elíptica (E1) localizada na direcção da constelação de Coma Berenices. Possui uma declinação de +25° 46' 31" e uma ascensão recta de 12 horas, 31 minutos e 24,1 segundos.
A galáxia NGC 4494 foi descoberta em 6 de Abril de 1785 por William Herschel.